# Otok PKP
Otok PKP est une localité de la gmina de Zadzim, du powiat de Poddębice, dans la voïvodie de Łódź, située dans le centre de la Pologne.
ELLE se situe à environ 5 kilomètres (km) à l'est de Zadzim (siège de la gmina), 15 kilomètres au sud de Poddębice (siège du powiat) et 38 kilomètres à l'ouest de Łódź (capitale de la voïvodie).
Sa population s'élevait à 5 habitants en 2009.

## Administration
De 1975 à 1998, la localité était attachée administrativement à l'ancienne voïvodie de Sieradz.

Depuis 1999, elle fait partie de la nouvelle voïvodie de Łódź.